# Hylomyrma adelae

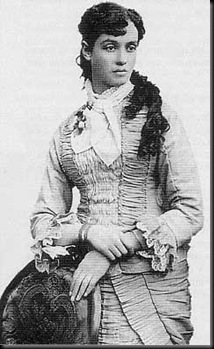
Адела Самудио, поэтесса, в честь которой назван вид

Hylomyrma adelae (лат.) — вид муравьёв рода Hylomyrma из подсемейства Myrmicinae (Formicidae). Южная Америка. Назван в честь поэтессы Аделы Самудио.

## Распространение и экология
Неотропика: лесные окрестности Кочабамбы, Боливия. Все исследованные экземпляры были обнаружены в пробах листового опада влажных лесов, что свидетельствует о расположении гнёзд в упавших стволах деревьев, гнилой древесине, между листьями или в естественных полостях поверхностных слоёв почвы.

## Описание
Мелкие муравьи рыжевато-бурого цвета (длина около 5 мм). От близких видов отличаются следующими признаками: морщинистые и расходящиеся бороздки на дорзуме головы; морщинистые полосы на мезосоме; промезонотальный переход и метанотальная борозда нечёткие; дорсальный край петиоля прерывистый; субтреугольный выступ на мезовентральной поверхности петиоля; неправильные и поперечные борозды на спинке узла петиоля, вентральная поверхность узла исчерчена; бороздки на задней поверхности переднего бедра и поверхности разгибателя передней голени слабо выражены; длинные бороздки на тергите первого сегмента брюшка. Усики рабочих 12-члениковые (булава 4-члениковая). Формула щупиков 4,3. Проподеум с двумя шипиками. Петиоль сильно стебельчатый. Стебелёк между грудью и брюшком состоит из двух члеников: петиолюса и постпетиолюса (последний четко отделен от брюшка), жало развито.

## Таксономия и этимология
Вид был впервые описан в 2021 году бразильским энтомологом Mônica Antunes Ulysséa (Laboratório de Sistemática, Evolução e Biologia de Hymenoptera, Museu de Zoologia da Universidade de São Paulo, Сан-Пауло, Бразилия). Вид был назван в честь Аделы Самудио (Adela Zamudio; 1854–1928), боливийского педагога, феминистки и поэтессы. Адела родилась в Кочабамбе, откуда известен этот вид.